# Пауэрс, Росс
Росс Па́уэрс (англ. Ross Powers; род. 10 февраля 1979 года, Беннингтон, Вермонт) — американский сноубордист, олимпийский чемпион 2002 года и бронзовый призёр Олимпийских игр 1998 года, чемпион мира 1996 года, многократный победитель этапов Кубка мира.

## Карьера
В сезоне 1995/96 в возрасте 17 лет выиграл Кубок мира по сноуборду в дисциплине хафпайп. В сезоне 1998/99 вновь выиграл Кубок мира в хафпайпе.
На Олимпийских играх в Нагано Росс Пауэрс выиграл бронзовую медаль в дисциплине хафпайп, уступив лишь норвежцу Даниелю Франку и швейцарцу Джану Симмену. На следующих Играх Пауэрс завоевал золото в этой дисциплине.
С конца 2000-х годов переключился с хафпайпа на сноуборд-кросс, в 2009 году был призёром двух этапов Кубка мира в этой дисциплине.
В 2010 году был близок к попаданию в сборную США на Олимпийские игры в Ванкувере в дисциплине сноуборд-кросс, но в итоге не сумел пройти отбор.
Чемпион мира 1996 года, серебряный призёр зимних всемирных экстремальных игр 2011 года.
Завершил активную карьеру в 2012 году.